# Roberto Amodio
Roberto Amodio (Castellammare di Stabia, 23 ottobre 1961) è un dirigente sportivo ed ex calciatore italiano, di ruolo difensore.

## Carriera

### Giocatore

#### Gli inizi e l'esordio in Serie A
Cresce calcisticamente nelle giovanili del Napoli. Dopo una breve esperienza in Serie C2 con il Messina, esordisce in Serie A con i partenopei nella stagione 1981-1982. Nell'estate del 1983 passa alla Cavese, in Serie B, e disputa un ottimo campionato.

#### Il trasferimento all'Avellino
Ingaggiato dall'Avellino, torna a giocare in Serie A dopo un anno. Nella squadra biancoverde ricopre un ruolo fondamentale, divenendo ben presto un pilastro della formazione irpina. Disputa 5 campionati di Serie A (segnando due gol, il 2 dicembre 1984 in Torino-Avellino 3-1 ed il 1º dicembre 1985 in Avellino-Atalanta 1-0) e uno di Serie B. Nell'estate del 1990 la società campana decide di metterlo sul mercato. Lascia quindi la squadra mentre è quarto di tutti i tempi per numero di presenze con i biancoverdi, 176.

#### La parentesi in Puglia con Lecce e Taranto
Nel 1990 ritorna a giocare in Serie A. Infatti passa a titolo definitivo al Lecce allenato da Zbigniew Boniek. Nonostante disputi un buon campionato da titolare, la squadra si classifica al quindicesimo posto e quindi retrocede in cadetteria. Con i giallorossi gioca in Serie B l'anno seguente, poi viene acquistato a titolo definitivo dal Taranto e disputa sempre la Serie B, ma alla fine della stagione 1992-1993 gli ionici retrocedono in Serie C1.

#### Gli anni alla Juve Stabia ed il ritiro
Nel 1993 si trasferisce alla Juve Stabia, in Serie C1. Indossa la fascia di capitano della squadra della sua città, con cui sfiora più volte la promozione in Serie B e di cui veste la maglia fino al 1999. Negli anni seguenti gioca con altre squadre della Campania, prima con l'Avellino, dove ritorna per una breve parentesi, e poi con la Turris, dove chiude la carriera di calciatore professionista nel 2000.

### Dirigente
Ha ricoperto il ruolo di direttore sportivo del Sorrento e poi il ruolo di amministratore unico e direttore generale della Juve Stabia. Il 10 ottobre 2011 si dimette dall'incarico di dirigente sportivo della società stabiese.
Dalla stagione 2018-2019 è dirigente delle attività giovanili della Juve Stabia.

## Statistiche

### Presenze e reti nei club
| Stagione        | Squadra         | Campionato      | Campionato | Campionato | Coppe nazionali | Coppe nazionali | Coppe nazionali | Coppe continentali | Coppe continentali | Coppe continentali | Altre coppe | Altre coppe | Altre coppe | Totale | Totale |
| Stagione        | Squadra         | Comp            | Pres       | Reti       | Comp            | Pres            | Reti            | Comp               | Pres               | Reti               | Comp        | Pres        | Reti        | Pres   | Reti   |
| --------------- | --------------- | --------------- | ---------- | ---------- | --------------- | --------------- | --------------- | ------------------ | ------------------ | ------------------ | ----------- | ----------- | ----------- | ------ | ------ |
| 1979-1980       | Napoli          | A               | 0          | 0          | CI              | 0               | 0               | CU                 | 0                  | 0                  | -           | -           | -           | 0      | 0      |
| 1981-1982       | Napoli          | A               | 6          | 0          | CI              | 0               | 0               | CU                 | 1                  | 0                  | -           | -           | -           | 7      | 0      |
| 1982-1983       | Napoli          | A               | 13         | 0          | CI              | 6               | 0               | CU                 | 3                  | 0                  | -           | -           | -           | 22     | 0      |
| Totale Napoli   | Totale Napoli   | Totale Napoli   | 19         | 0          |                 | 6               | 0               |                    | 4                  | 0                  |             | -           | -           | 29     | 0      |
| Totale carriera | Totale carriera | Totale carriera | ?          | ?          |                 | ?               | ?               |                    | ?                  | ?                  |             | ?           | ?           | ?      | ?      |

## Palmares

### Giocatore

#### Competizioni giovanili
- Campionato Primavera: 1

Napoli: 1978-1979
- Torneo Estivo del 1986: 1

Avellino: 1986